# ZA-L-2220
La ZA-L-2220 es una carretera local perteneciente a la Red de Carreteras Locales de la Diputación de Zamora, que da acceso a la localidad de Villardiegua de la Ribera desde la ZA-321

## Origen y Destino
El inicio de esta carretera está en Villadepera, en el punto kilométrico 11,000 de la ZA-321. El final de la carretera está en la entrada a la localidad de Villardiegua de la Ribera. La longitud de esta carretera es de 3,6 km.
Sus principales características son que consta de una sola calzada, con una plataforma de una anchura de 5 metros aproximadamente, con delimitación central de los carriles y sin arcenes.